# Pośrednia Turnia

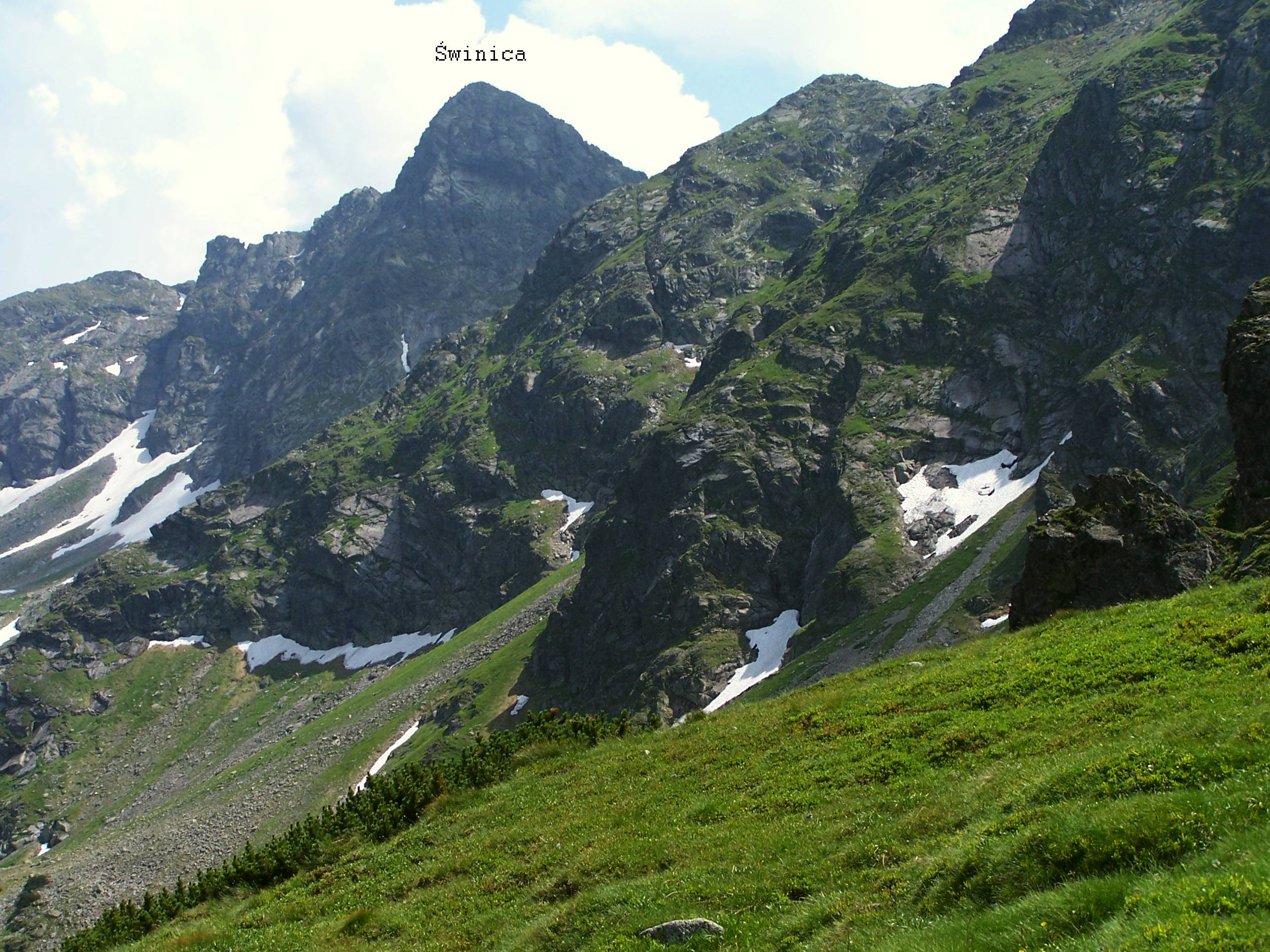
Vom Bergtal Dolina Zielona Gąsienicowa

Der Mittlere Turm (polnisch Pośrednia Turnia) ist ein Berg an der polnisch-slowakischen Grenze in der Hohen Tatra mit 2128 m im Massiv der Seealmspitze (Świnica).

## Lage und Umgebung
Die Staatsgrenze verläuft über den Hauptgrat der Tatra, auf dem sich die Skrajna Turnia befindet. Unterhalb des Gipfels liegen zwei Täler, das Tal Dolina Gąsienicowa, konkret sein Hängetal Dolina Zielona Gąsienicowa, im Norden, und das Smrecinertal (Dolina Ciemnosmreczyńska) im Süden.
Vom Gipfel des Randturms (Skrajna Turnia) im Westen wird der Mittlere Turm durch den Bergpass Randjoch (Skrajna Przełęcz) getrennt, von dem östlich gelegenen Gipfel der Seealmspitze durch den Bergpass Seealmsattel (Świnicka Przełęcz).

## Etymologie
Der polnische Name Pośrednia Turnia lässt sich als Mittlerer Turm übersetzen. Der Name rührt daher, dass die Pośrednia Turnia zwischen dem Randturm und dem Hauptgipfel liegt.

## Flora und Fauna
Trotz seiner Höhe besitzt der Mittlere Turm eine bunte Flora und Fauna. Es treten zahlreiche Pflanzenarten auf, insbesondere hochalpine Blumen und Gräser. Neben Insekten und Weichtieren sowie Raubvögeln besuchen auch Murmeltiere und Gämsen den Gipfel.

## Besteigungen
Erstbesteigungen:
- Sommer: Stanisław Staszic 1805
- Winter: Mychajło Bojczuk und Mariusz Zaruski 1904

## Tourismus
Die Pośrednia Turnia ist bei Wanderern beliebt. Sie liegt auf dem Hauptweg von der oberen Seilbahnstation auf den Kasprowy Wierch.

### Routen zum Gipfel
Der Wanderweg auf den Mittleren Turm führt entlang des Hauptkamms der Tatra und der polnisch-slowakischen Grenze.
- ▬ Ein rot markierter Wanderweg führt vom Kasprowy Wierch über die Gipfel Beskid und Randturm (Skrajna Turnia) sowie die Bergpässe Liliensattel (Liliowe) und Seealmsattel (Świnicka Przełęcz) auf den Gipfel und weiter zum Höhenweg Orla Perć. Von der Seite des Bergpasses Riegelscharte (Zawrat) und damit der Täler Fünfseental und Seealmtal ist der Aufstieg ebenfalls auf demselben Wanderweg von entgegengesetzter Richtung möglich. Als Ausgangspunkt für eine Besteigung aus den Tälern eignen sich die Berghütten Schronisko PTTK Murowaniec sowie Schronisko PTTK w Dolinie Pięciu Stawów Polskich.

## Belege
- Zofia Radwańska-Paryska, Witold Henryk Paryski, Wielka encyklopedia tatrzańska, Poronin, Wyd. Górskie, 2004, ISBN 83-7104-009-1.
- Tatry Wysokie słowackie i polskie. Mapa turystyczna 1:25.000, Warszawa, 2005/06, Polkart, ISBN 83-87873-26-8.